# Zaleptus
Zaleptus is een geslacht van hooiwagens uit de familie Sclerosomatidae.
De wetenschappelijke naam Zaleptus is voor het eerst geldig gepubliceerd in 1876 door Tord Tamerlan Teodor Thorell. 

## Soorten
Zaleptus omvat de volgende 68 soorten:
- Zaleptus albimaculatus
- Zaleptus albipunctatus
- Zaleptus annulatus
- Zaleptus annulipes
- Zaleptus assamensis
- Zaleptus ater
- Zaleptus auronitens
- Zaleptus auropunctatus
- Zaleptus aurotransversalis
- Zaleptus bicornigera
- Zaleptus bimaculatus
- Zaleptus biseriatus
- Zaleptus caeruleus
- Zaleptus cinctus
- Zaleptus cochinensis
- Zaleptus coronatus
- Zaleptus crassitarsus
- Zaleptus cupreus
- Zaleptus diadematus
- Zaleptus festivus
- Zaleptus fuscus
- Zaleptus gravelyi
- Zaleptus gregoryi
- Zaleptus heinrichi
- Zaleptus hoogstraali
- Zaleptus indicus
- Zaleptus jacobsoni
- Zaleptus lugubris
- Zaleptus luteus
- Zaleptus lyrifrons
- Zaleptus marmoratus
- Zaleptus mertensi
- Zaleptus mjobergi
- Zaleptus niger
- Zaleptus occidentalis
- Zaleptus ornatus
- Zaleptus perakensis
- Zaleptus piceus
- Zaleptus popalus
- Zaleptus pretiosus
- Zaleptus pulchellus
- Zaleptus quadricornis
- Zaleptus quadrimaculatus
- Zaleptus ramosus
- Zaleptus richteri
- Zaleptus rufipes
- Zaleptus scaber
- Zaleptus shanicus
- Zaleptus siamensis
- Zaleptus simplex
- Zaleptus spinosus
- Zaleptus splendens
- Zaleptus subcupreus
- Zaleptus sulphureus
- Zaleptus sumatranus
- Zaleptus thorellii
- Zaleptus tluteus
- Zaleptus trichopus
- Zaleptus tricolor
- Zaleptus unicolor
- Zaleptus validus
- Zaleptus vanstraeleni
- Zaleptus vigilans
- Zaleptus viridis
- Zaleptus werneri
- Zaleptus yodai
- Zaleptus yodo
- Zaleptus zilchi